# 托布鲁克号重型登陆舰
托布鲁克号重型登陆舰（HMAS Tobruk），是澳洲皇家海軍的一艘重型登陆舰（Landing Ship Heavy，缩写LSH）。本舰基于英国皇家辅助舰队的圆桌级后勤登陆舰修改而来，是一艘拥有人员、装甲车辆和坦克的滾裝运输和抢滩登陆能力，同时兼具一定的航空能力的多用途两栖战舰。
本舰舰名取自于第二次世界大战托布魯克圍城戰。是役澳大利亚海军废铁区舰队冒险为遭到围困的澳大利亚第9师运送补给和兵员，协助盟军地面部队成功坚守托布鲁克。本舰是澳大利亚海军第二艘以“托布鲁克”为名的军舰，前一艘是战斗级驱逐舰托布鲁克号。本舰同时也是澳大利亚海军第一艘多用途两栖战舰。

## 设计和概述

### 背景
20世纪70年代末期，澳大利亞陸軍迫切需要拥有长期的海运能力，他们尤其希望能有一艘专门作此用途的货轮。陆军曾在越南战争期间征用过澳大利亚航运公司的两艘商船杰帕里特号布纳鲁号来运输陆军人员和装备，但到了70年代澳大利亚航运公司已经无法提供能满足陆军需求的运输船，故此继续依赖民用船只显得不切实际。最终澳大利亚军方决定专门为此建造一艘新船，由澳大利亚海军操作使用。陆军并不要求该舰拥有抢滩能力，但海军为了尽可能增大该舰的灵活性，将抢滩能力列为必须的要求。1975年，海军顶着陆军的反对，成功地说服军队建设委员会（Force Structure Committee）加上了对抢滩能力的要求，3月19日委员会批准建造一艘重型登陆舰（LSH）。
新舰的母型最终选定为英国皇家辅助舰队的贝德维尔爵士号。贝德维尔爵士号是圆桌级后勤登陆舰的2号舰，英国皇家辅助舰队在吸收了首舰兰斯洛特爵士号服役后的经验教训，加以完善建造了贝德维尔爵士号。澳军的修改并不大，以尽可能降低建造风险，主要的修改在于，让新舰拥有操作重型直升机的能力，增设一个操作间，并增设一台可以吊运70吨重货物的起重机，另外根据澳军自身习惯做了点小修改。新舰同英国的圆桌级一样，是按照民用标准建造，故此承受伤害的能力要弱于一般的军舰。

### 概述
本舰长127米，宽18.3米，吃水4.9米，标准排水量3353吨，满载状态下为5791吨。两台米尔李斯·布莱克斯通KDMR8型柴油机，能为两根传动轴提供9,600匹馬力（7,200千瓦特）的动力。本舰采用的引擎和英国版本不一样，导致服役初期有相当多的问题。最大航速18節（33.3每小時），15節（27.8每小時）航速下航程为8,000海里（15,000）。舰艏另外安装有一台400匹馬力（300千瓦特）的推进器，能让本舰在复杂水域航行。2012年时的编制为148人，其中包括13名军官。
本舰的武装最初是两门波佛斯40公釐高射砲，外加两挺12.7毫米机枪。90年代左右，两门主炮拆了下来，换成两座迷你台风12.7毫米武器站，使得全舰机枪增加到6挺。本舰电子设备包括凯文·休斯的1006型水面搜索雷达和1007型航海雷达。
本舰可以长期装载300名士兵（短期装载可以达到500人），同时可以装载1300吨货物或330延米车辆（相当于18辆M1或者豹1型坦克，加上40辆M113裝甲運兵車或者ASLAV）。舰内坦克甲板经过加固，长度贯穿全舰，货物和车辆可以从舰艏和舰艉的跳板直接送入舰内。舰艏舱门可以向两侧平行打开，然后放下舰艏跳板，并调整长度和高度，方便直接在海滩和码头上装卸。舰艉舱门则可以兼作跳板，在有合适的设施的时候可以方便装卸，或者在海上作业时直接送进登陆艇。此外还有一座可起吊70吨的起重机，和两座8.5吨的吊机。主甲板可以停靠两艘LCM-8機械化登陸艇，另有两艘人员机动登陆艇停放在起重机的位置。舰侧装备有两座接驳浮桥，可以用来延长舰艏跳板，也可以用来靠岸装卸。
本舰舰艉的直升机平台可以停放一架威斯特兰德海王式直升机，而主甲板清空后可以容纳CH-47 契努克大小的直升机。两处可以同时操作，并且都能为直升机提供加油服务。

## 舰历

### 建造过程
1975年，军方批准采购一艘重型登陆舰。1976年，军方为本舰拟定了舰名“托布鲁克”。1977年5月，佛尔杰克斯造船厂的卡灵顿造船厂参加了竞标。同年11月3日，双方签署了建造合同。1978年2月7日，工厂安放龙骨，正式开始建造过程。1980年3月1日，时任澳大利亚总督泽尔曼·科文的夫人安娜·科文主持了本舰的下水仪式。本舰的建造过程被劳资纠纷延误了4个月，一直到当年12月才第一次离开船坞，而最终造价也达到了5900万澳元，比一开始的预计价格高出42%。1981年初，本舰由海军、陆军和民间人士联合操作，在纽卡斯尔和斯蒂芬斯港进行了海试。同年4月7日完成舾装，11日交付予海军，23日正式在纽卡斯尔入役。

### 1980年代
托布鲁克号甫一服役，即赶往母港布里斯班的莫里顿基地，随后又进行了多次海试。这些海试全部在冬天举行，一方面是为了测试性能，另一方面是为了研究直升机和抢滩的运用方式。海试总体而言算是成功的，但托布鲁克号的引擎在测试中麻烦不断，排污系统也有问题。同年春天，托布鲁克号第一次执行任务，澳大利亚皇家炮兵第16防空团从阿德莱德运到阿尔马港。完成任务后托布鲁克号前往菲利普港湾，但是在火车站栈桥遇到了严重的引擎故障，被迫停船修理。修理过程中人们发现托布鲁克号的主机控制系统非常不可靠，只好返回布里斯班，在那里重新设计、制造了控制系统。重新修好后，托布鲁克号再次出海进行测试，这次排污系统又出现了严重的故障，一名澳大利亚海军候补军官在随舰参加航海练习时吸入毒气身亡。

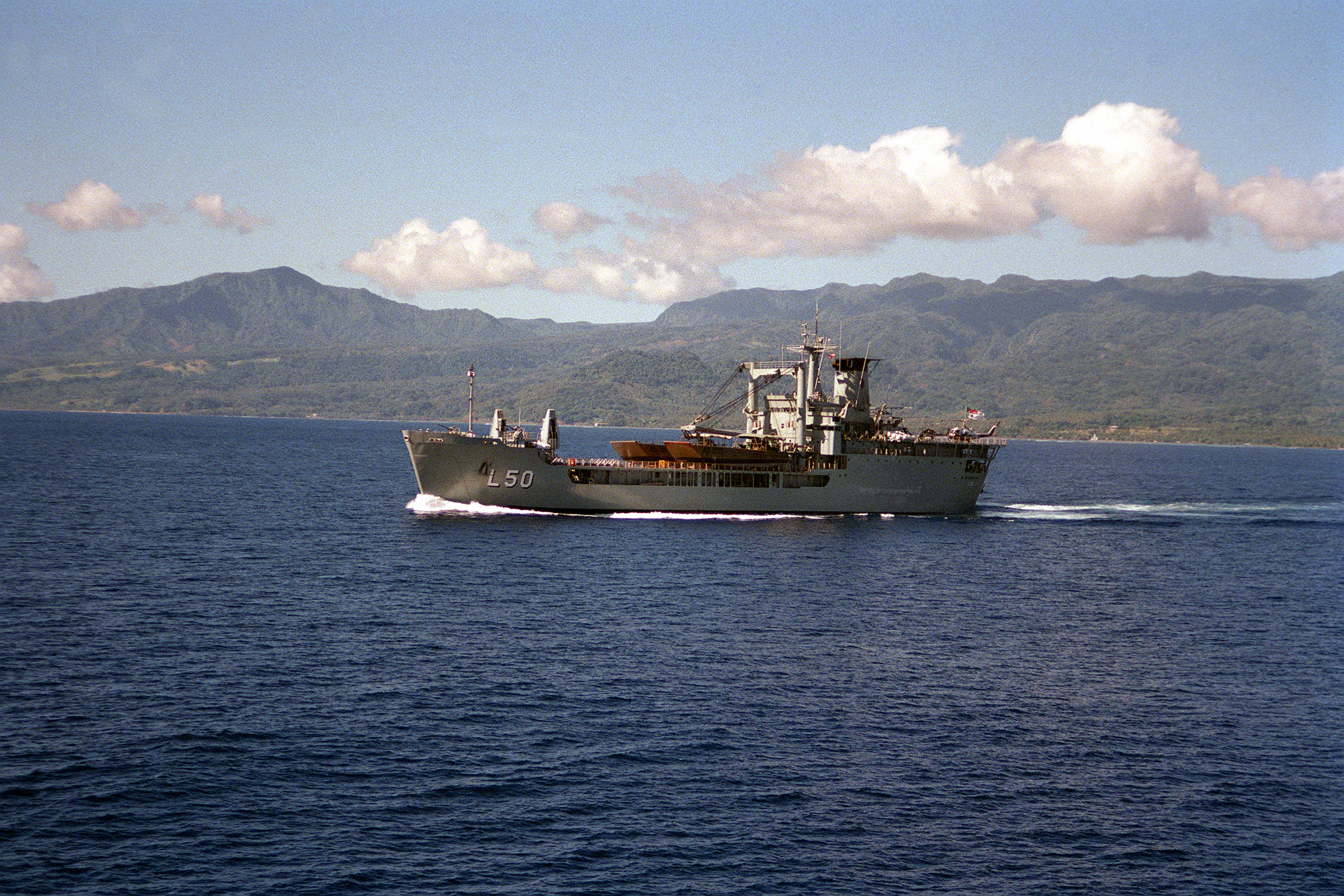
托布鲁克号，1987年

1982年2月15日，托布鲁克号离开布里斯班，执行第一次海外任务，为澳大利亚皇家空军运送8架UH-1直升機和必须的补给品，前往西奈半島参加多国观察员部队。3月19日，托布鲁克号抵达以色列阿什杜德，成为澳大利亚历史上第一艘造访以色列的军舰。4月30日，托布鲁克号返抵布里斯班。5月，托布鲁克号运送飓风救援物资前往東加（汤加）。同年参加了在布里斯班举行的1982年英联邦运动会。1983年初，托布鲁克号前往马来西亚，协助空军从澳大利亚皇家空军巴特沃斯基地撤出部队。1984年2月，前往新西兰参加演习，同年8月抵达圖瓦盧，为太平洋岛国论坛的举办运送物资。
1985年底，莫里顿基地关闭，托布鲁克号所属的两栖中队也随之解散，托布鲁克号转为隶属于悉尼的海军东部基地。
1987年5月，斐濟突发政变。澳军方随即组建部队前往斐济，一俟有变即执行莫里斯舞蹈行动，撤离澳大利亚平民。当月21日，托布鲁克号搭载着陆军军需品和5架直升机离开悉尼，23日在诺福克岛又装上澳大利亚皇家步兵团第1营“B”连，26日在蘇瓦外海与导弹护卫舰悉尼号、驱逐护卫舰巴拉马打号和補給艦胜利号会合。此时斐济局势已经逐渐明朗，澳军方判断不需要继续执行撤侨任务，于是托布鲁克号在海上把装载的人员和物资转移到其他舰只，其后调头到萨摩亚的阿皮亚为太平洋岛国论坛提供支持。莫里斯舞蹈行动暴露了澳大利亚国防军的海外行动能力的短板：陆军部队缺乏两栖登陆行动的经验，而海军的直升机又不能吊运陆军的军需品。
1988年初，托布鲁克号执行了一次到新西兰的训练航海任务。同年4月，瓦努阿图发生政治危机，澳军方下令托布鲁克号准备运载一支澳军陆军部队前往当地协助撤侨。当时托布鲁克号正运载着一批物资和3架海王式直升机，5月24日托布鲁克号匆匆赶到港口，发现命令取消，也就没有卸货。1989年初，托布鲁克号运载着澳大利亚皇家步兵团第6营的车辆和补给前往美国西海岸，参加在蒙特里湾举行的美、英、加、澳四国联合两栖作战演习。随后托布鲁克号出访加拿大。同年12月，托布鲁克号发现因震动过大造成了损伤，需要临时安排在纽卡斯尔进行维修。震动的原因有可能是其主机超过了设计值进行高负荷运转。

### 1990年代
1990年1月26日，托布鲁克号接到命令要前往巴布亚新几内亚的布干维尔岛撤侨，于是立即从悉尼出发。2月初，正当托布鲁克号还在路上时，命令又取消了。同年3月5日，托布鲁克号和悉尼号离开悉尼，准备前往土耳其加里波利半島，参加澳新海湾登陆行动75周年纪念仪式。4月25日，托布鲁克号携带者车辆、物资和辅助人员抵达当地，其乘员也有不少人前往当年的战场参加纪念活动。
1991年，托布鲁克号在佛尔杰克斯造船厂的新浮船坞接受改装。由于码头工人罢工的缘故，改装颇有延误。

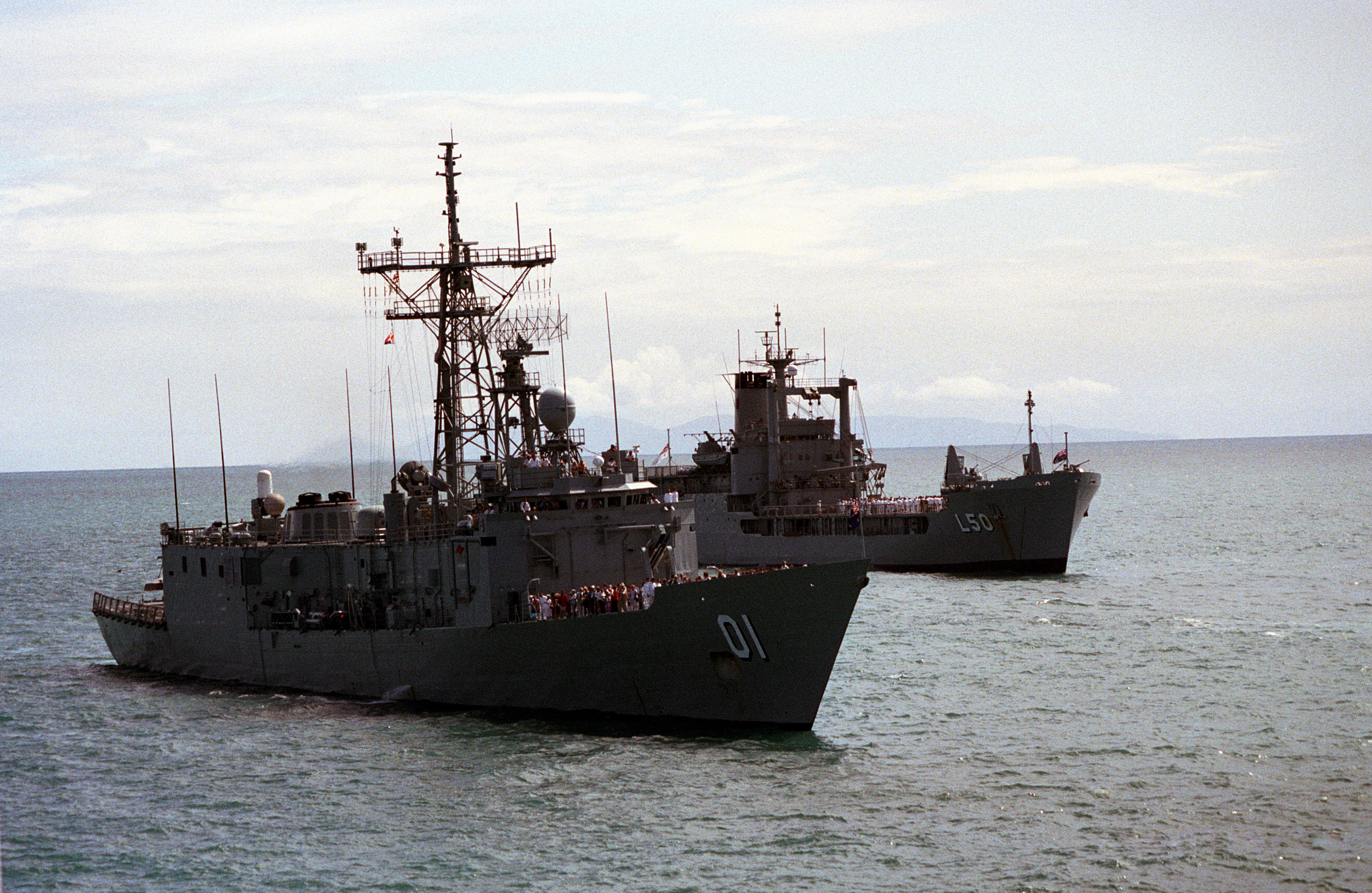
1992年5月，托布鲁克号与阿德莱德号导弹护卫舰 (1978年)作为美澳特混舰队的一员，前往参加珊瑚海海战50周年纪念仪式

1992年12月，托布鲁克号参加了安抚行动，前往索马里参加国际维和行动。12月5日，休假人员召回，22至26日，托布鲁克号进行了一系列演练，其后出发前往汤斯维尔，装载了皇家步兵团第1营的车辆和补给，以及澳大利亚第3/第4骑兵团一部。但是舰上的排污系统再次出现严重故障，导致装载行动受到拖延，托布鲁克号因此拖到1993年1月1日才正式起航。托布鲁克号和杰维斯湾号的海运行动，是澳军自越战以来规模最大的海运行动。当月19日，托布鲁克号抵达摩加迪休（摩加迪沙），20日完成卸载。接下来的几天托布鲁克号一直停留在锚地，让美军海豹部隊作为训练模拟，为美军拦截一艘即将到来的走私武器的商船作好准备。26-28日，托布鲁克号在肯尼亚蒙巴萨逗留，装载准备用于建设美国驻索马里大使馆的建筑物资。此后托布鲁克号多次前往蒙巴萨载运人道主义救援物资，4月底前往塞舌尔的港口进行访问。驻索马里期间，托布鲁克号不但为驻军提供补给，5月14日，驻当地澳军人员开始将设备打包装船，20日托布鲁克号离开索马里回国。返航途中托布鲁克号顺道访问了迪戈加西亚岛和新加坡，随后在汤斯维尔卸载，6月21日返回悉尼。
1993年，澳大利亚政府打算在1994年购买两艘美国二手新港級戰車登陸艦（坦克登陆舰）来代替托布鲁克号和杰维斯湾号，而托布鲁克号则打算封存或者转租给新西兰皇家海军。新西兰政府的确想要有一艘海运船只，但新西兰海军不管是经费还是人手都比较紧张，不足以租下托布鲁克号。两国的谈判一直持续到1994年9月，最后还是没有达成协议。另一边，两艘新购舰船在改装成卡尼姆布拉级两栖登陆舰时遇到了意料之外的困难，托布鲁克号的退役日期于是延迟到1996年年中，期间照常服役。在和新西兰结束谈判后，澳海军又找上了英国辅助舰队；那时候辅助舰队正准备让麾下一艘圆桌级退役，打算用托布鲁克号作为替补。1994年12月，一支英国代表团抵达澳大利亚查验托布鲁克号的状况，不过并没有完成交易。1995年，葡萄牙海军表达了购买的意向，1996年葡萄牙人还一度派人来查看舰况。1997年，新的自由党政府上台，并认为两艘坦克登陆舰还是不足以取代托布鲁克号的重型载运能力，决定继续保留托布鲁克号直到2010年。这期间托布鲁克号因待价而沽一直缺乏充足的维护，也没有进行大修，舰况日渐恶化。
1994年9月，托布鲁克号运载着一支澳大利亚维和部队到布干维尔，以维护和平谈判，试图结束布干维尔内战。谈判以失败告终，期间托布鲁克号的一架海王式直升机遭到轻武器袭击而受损，这也是澳海军自越南战争以来第一次出现损失。1997年10月，内战各方达成协议，同年11月托布鲁克号带着一支和平监督部队重返布干维尔。1998年1至4月期间，托布鲁克号多次运送物资前往布干维尔；之后在同年9月，2000年2月，托布鲁克号再次前往布干维尔。最后一次是在2003年8月，迎接结束任务的和平监督部队回国。此外，1999年的东南亚国际军事演习中，托布鲁克号也扮演了重要角色。
1999到2000年间，托布鲁克号为东帝汶的国际维和部队提供支援。1999年8月30日，东帝汶举行全民公投，最终独立，当天托布鲁克号带着澳大利亚第3旅一部出发，以备从东帝汶撤离澳大利亚人和其他外国人的需要。东帝汶在公投后陷入动乱，9月中旬印度尼西亚政府同意国际维和部队（东帝汶国际部队）进驻东帝汶。9月18日，托布鲁克号在英国驱逐舰格拉斯哥号护送下离开达尔文，21日抵达帝力。接下来9、10月间托布鲁克号6次前往东帝汶，直到11月才返回悉尼整修。2000年3、4月托布鲁克号又两度前往东帝汶。

### 2000年以后

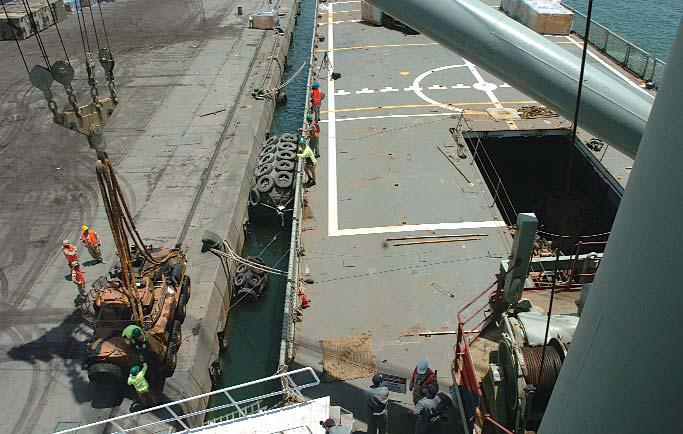
托布鲁克号在中东卸下一辆ASLAV装甲车，2005年

2000年年中，所罗门群岛发生政治危机，6月初乌鲁法阿鲁总统被民兵劫持并随后辞职。6月8日，托布鲁克号抵达首都霍尼亚拉协助撤侨，成功将486人撤出并送往澳大利亚的凱恩斯。随后托布鲁克号稍作整修，又在6月底重返所罗门群岛，充当各方和平谈判的场地。7月间托布鲁克号基本都在霍尼亚拉，8月2日双方签订协议，托布鲁克号才返回澳大利亚。同年12月，托布鲁克号为驻所罗门群岛的国际和平监督部队提供补给。2001年2月7日，冲突双方在舰上签订了和平条约，15日托布鲁克号返国。2001年底至2002年初，托布鲁克号参加了放松行动，将澳方截获的非法移民遣送往諾魯(瑙鲁)和圣诞岛。2002年4月，托布鲁克号又一次前往东帝汶，为驻在东帝汶的澳军部队提供补给。
2005年4月，托布鲁克号从悉尼出发，4月18日装上了20辆ASLAV装甲车，5月9日抵达科威特，这些车辆随即用来武装澳军驻伊拉克部队。接着托布鲁克号访问了印度，6月22日返抵悉尼。
2006年3月，托布鲁克号前往印尼的尼亞斯島，纪念2005年在当地的一架海王式直升机坠机事件。随后托布鲁克号前往新喀里多尼亞附近，参加南十字演习。接着到菲律宾，在那里运一架OV-10野马侦察攻击机回澳大利亞戰爭紀念館。托布鲁克号和两艘卡尼姆布拉级两栖登陆舰一起组队，成为二战以来澳大利亚首次成立的两栖应急部队。5月中旬，托布鲁克号在前往菲律宾的途中收到紧急命令而返航，并带上第3旅一部前往应对东帝汶暴力危机。托布鲁克号5月23日离开汤斯维尔，几天后抵达帝力；随后托布鲁克号又回到汤斯维尔装载物资，6月初再次抵达东帝汶。6月底返国。同年托布鲁克号运送一批材料到伊拉克，以协助澳陆军的阿富汗重建部队展开工作。归程途中访问了菲律宾，2007年4月返回澳大利亚。。
2008年，托布鲁克号参加了在夏威夷举行的年度環太平洋軍事演習。托布鲁克号6月10日出发，8月18日返回。在演习中美军的兩棲突擊載具搭载了托布鲁克号并实施登陆。10月，托布鲁克号为陆军的土著社区援助行动运送物资。

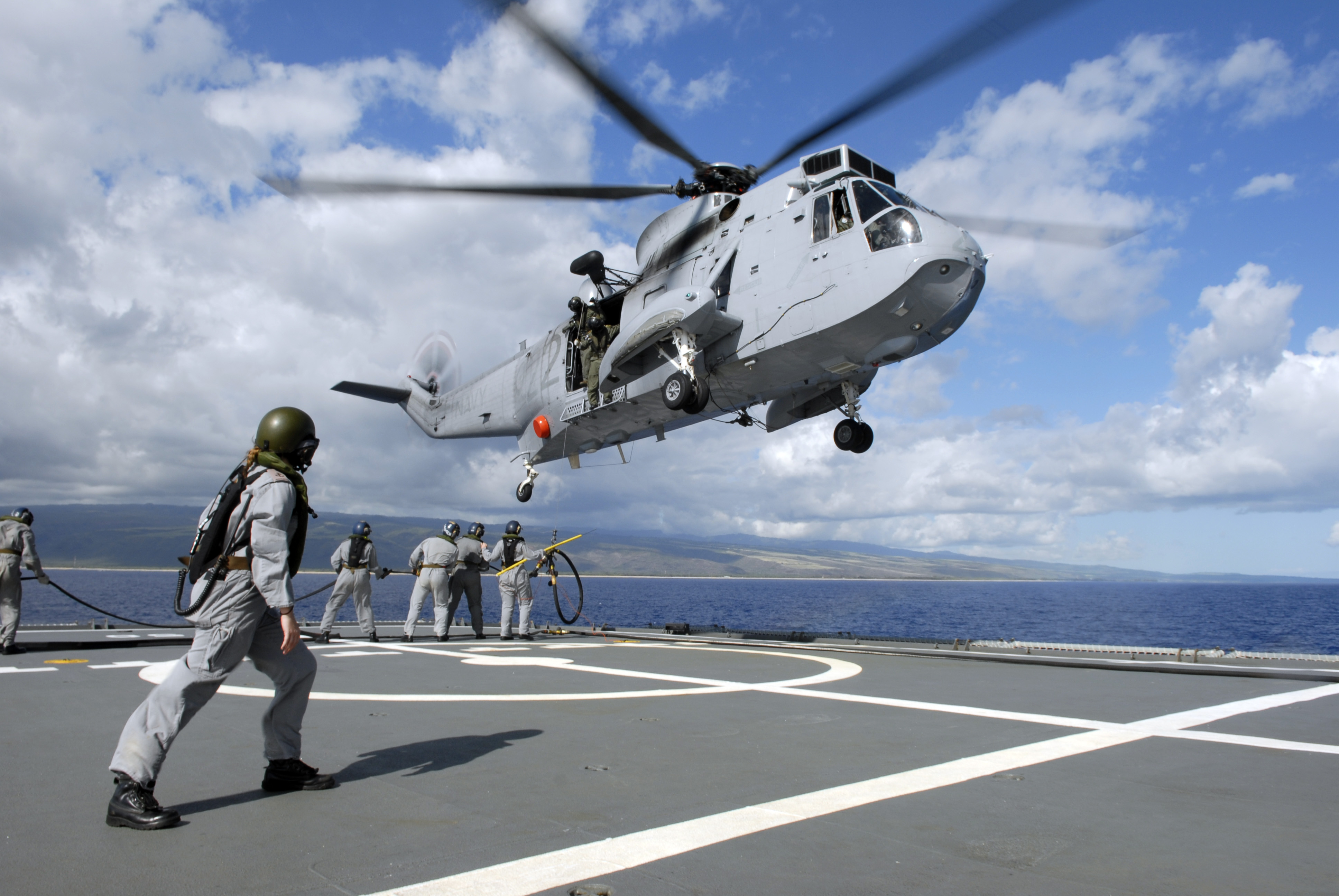
一架澳大利亚海军817中队的海王式直升机正降落在托布鲁克号的舰艉飞行甲板上，2008年

2009年2月22日，打倒男孩乐队在托布鲁克号舰上举办了一场演唱会。4月3日至6月24日，参加了澳军的边境海域巡逻行动，其中4月16日一艘非法移民船发生爆炸，托布鲁克号也赶往救助，为伤者提供医疗服务，并用海王式直升机将伤势严重者送往基地。5月初，托布鲁克号遣送136名非法移民前往圣诞岛。是次行动期间托布鲁克号共有79天在海上，仅有4天回港，前后共载运250名非法移民。10月，托布鲁克号前往萨摩亚，参加对萨摩亚地震灾民的救助工作。
2010年4月，托布鲁克号接受了一次延寿维护。至当年5月，托布鲁克号已经在澳海军服役期间行驶过了823,587海里（1,525,283）的航程。9月初，托布鲁克号和两艘卡尼姆布拉级两栖登陆舰参加了在巴布亚新几内亚举行的年度太平洋伙伴关系演练。
2011年初，托布鲁克号因为推进轴问题而进行了一次大修。3月7日临时维修完成，托布鲁克号重新恢复“48小时戒备”状态，而更正式的维修则留待以后再说。3月11日，突发日本东北地震，托布鲁克号和悉尼号一起进行戒备状态，随时等候命令运送物资和技术人员前往日本救灾。5月，托布鲁克号在悉尼开始进行为期两个月的维修。8月底至9月初，托布鲁克号一度恢复勤务，但旋即在9月到10月继续进行维修。

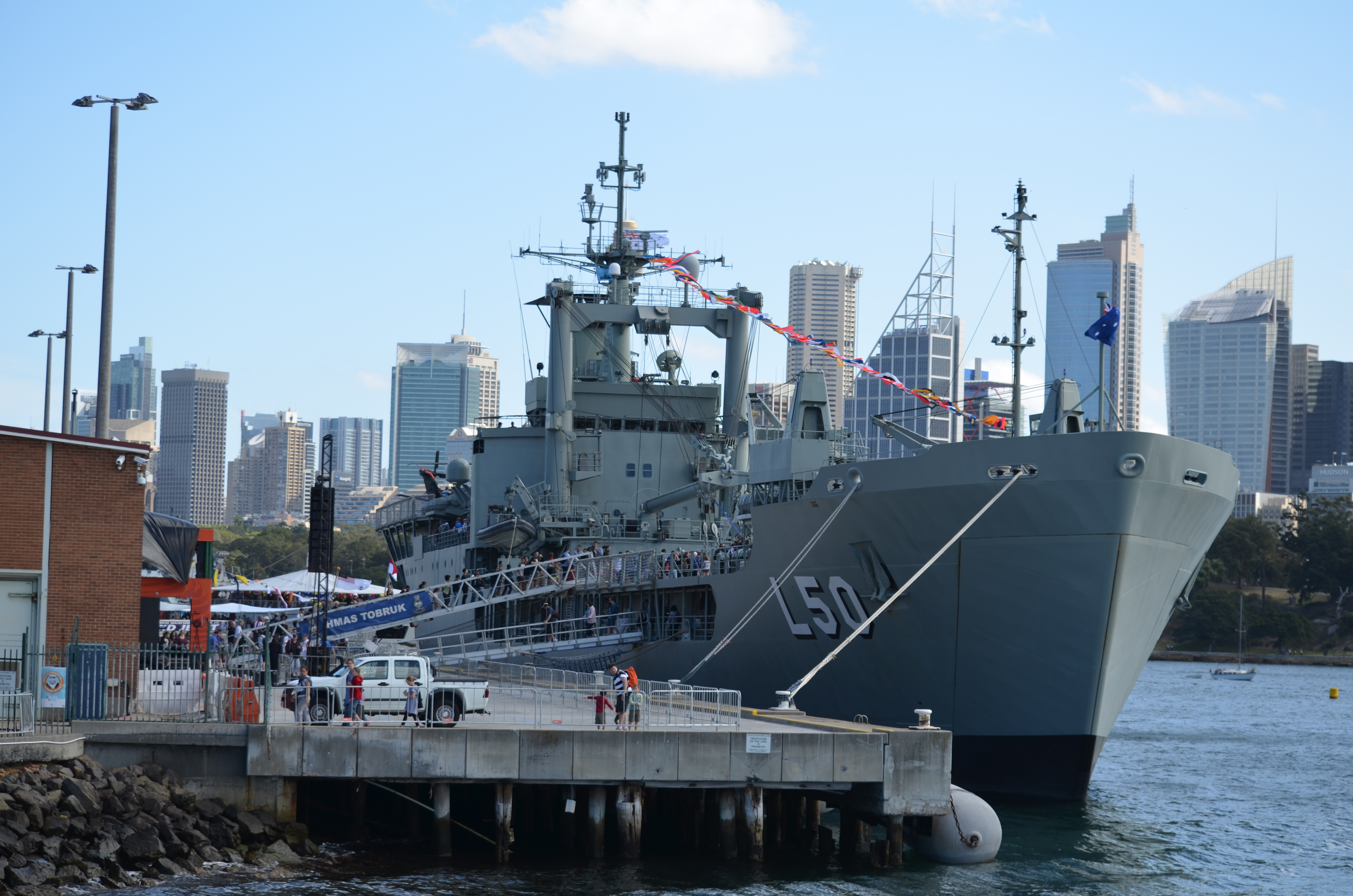
托布鲁克号在2013年国际海上阅兵开幕日当

2013年6月，托布鲁克号再次前往巴布亚新几内亚参加美国海军举办的太平洋伙伴关系海上演练。这次演练长达7周，托布鲁克号一直充当演练的司令部，随行的则是日本驱逐舰山雾。10月，参加了2013年国际海上阅兵。11月18日，托布鲁克号返回汤斯维尔，为受到颱風海燕袭击的菲律宾独鲁万市和莱特岛沿海地区提供援助。12月21日返回悉尼。
2015年3月，托布鲁克号到瓦努阿图，为氣旋帕姆袭击地区提供帮助。6月19日，托布鲁克号第七次，也是最后一次访问纽卡斯尔。25日返抵悉尼。7月31日，正式退役。在其34年的服役生涯中，托布鲁克号共航行了947,000海里（1,754,000），参加了26次主要行动，是澳大利亚军队所有单位之最，亦使其获得了“澳大利亚海军的骡马”的称号。
2016年12月2日，有关方面决定在2018年拆解托布鲁克号。同年底托布鲁克号成为了一处旅游景点，同时开始着手拆解的准备工作。
有多个团体希望将托布鲁克号变成一座海底的潜水船礁。他们希望能让托布鲁克号成为一个旅游景点。2018年6月29日，托布鲁克号在班德堡和赫維灣之间自沉。原本的计划是要让龙骨座底，但实际上舰体右倾，以右舷着底，导致很难用于潜水活动。